# Сан-Мартіню-де-Галегуш
Сан-Мартіню-де-Галегуш (порт. São Martinho de Galegos; МФА: [ˈsɐ̃w maɾ.ˈti.ɲu dɨ gɐ.ˈɫe.guʃ]) — парафія в Португалії, у муніципалітеті Барселуш. Розташована в північно-західній частині країни, на теренах історичної португальської провінції Дору-Міню. Входить до складу округу Брага. За адміністративним поділом, чинним до 1976 року, терени парафії були складовою провінції Міню. Належить до Бразької архідіоцезії Католицької церкви. Патрон — Мартин Турський. Площа — 3,1224 км². Населення — 1930 ос. (2011). Середньо урбанізований регіон. Густота населення — 618,11 осіб/км²
. Код — 030272.

## Назва
- Галегуш (Сан-Мартіню) (порт. Galegos (São Martinho) — офіційна назва[5].

## Населення
| Кількість мешканців | Кількість мешканців | Кількість мешканців | Кількість мешканців | Кількість мешканців | Кількість мешканців | Кількість мешканців | Кількість мешканців | Кількість мешканців | Кількість мешканців | Кількість мешканців | Кількість мешканців | Кількість мешканців | Кількість мешканців | Кількість мешканців |
| ------------------- | ------------------- | ------------------- | ------------------- | ------------------- | ------------------- | ------------------- | ------------------- | ------------------- | ------------------- | ------------------- | ------------------- | ------------------- | ------------------- | ------------------- |
| 1864                | 1878                | 1890                | 1900                | 1911                | 1920                | 1930                | 1940                | 1950                | 1960                | 1970                | 1981                | 1991                | 2001                | 2011                |
| 374                 | 346                 | 345                 | 360                 | 402                 | 492                 | 537                 | 580                 | 812                 | 851                 | 1 172               | 1 564               | 1 768               | 2 051               | 1 930               |